# Museumsdorf Wuzhen Xizha
Koordinaten: 30° 45′ N, 120° 29′ O

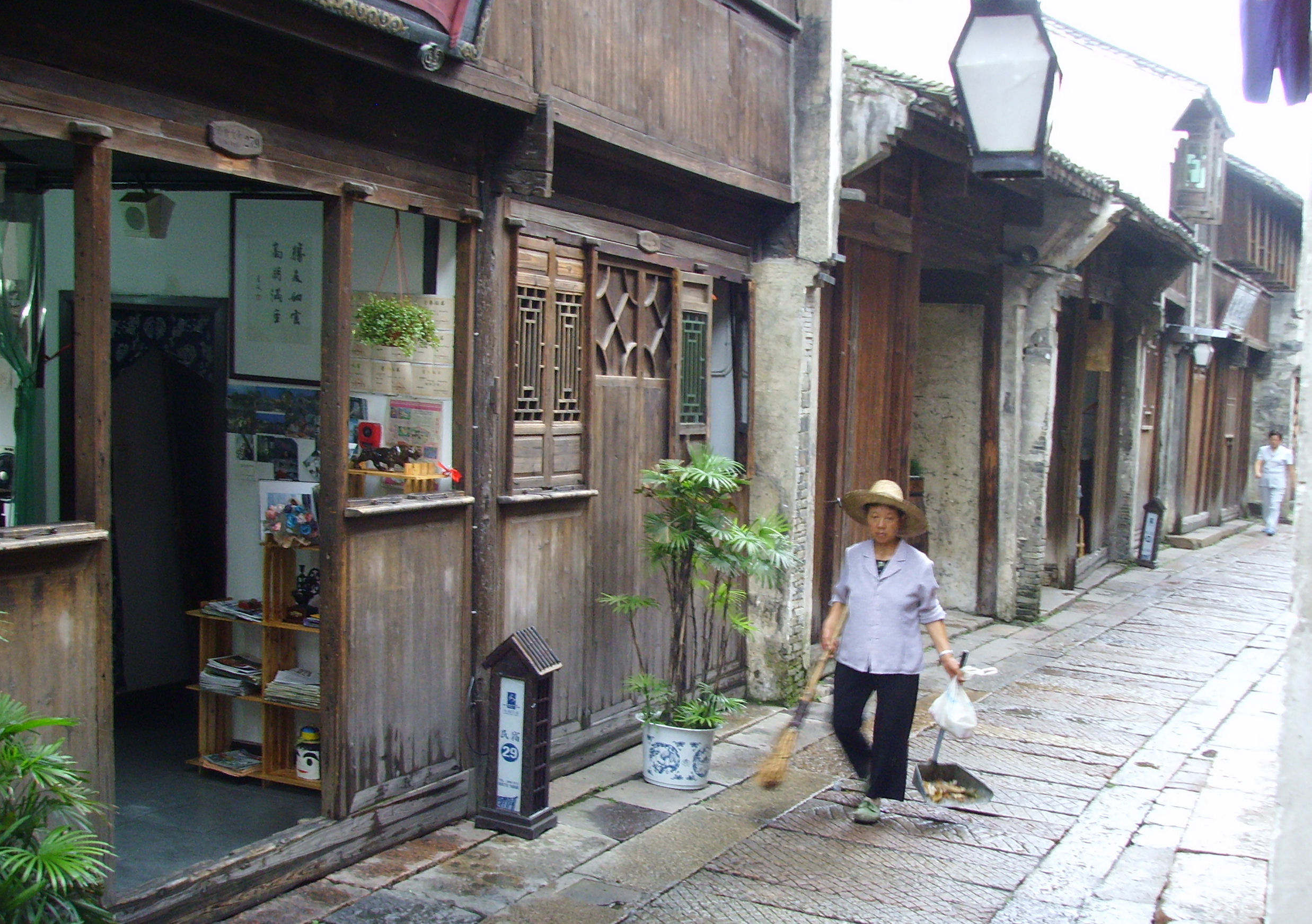
Der nördliche Hauptweg

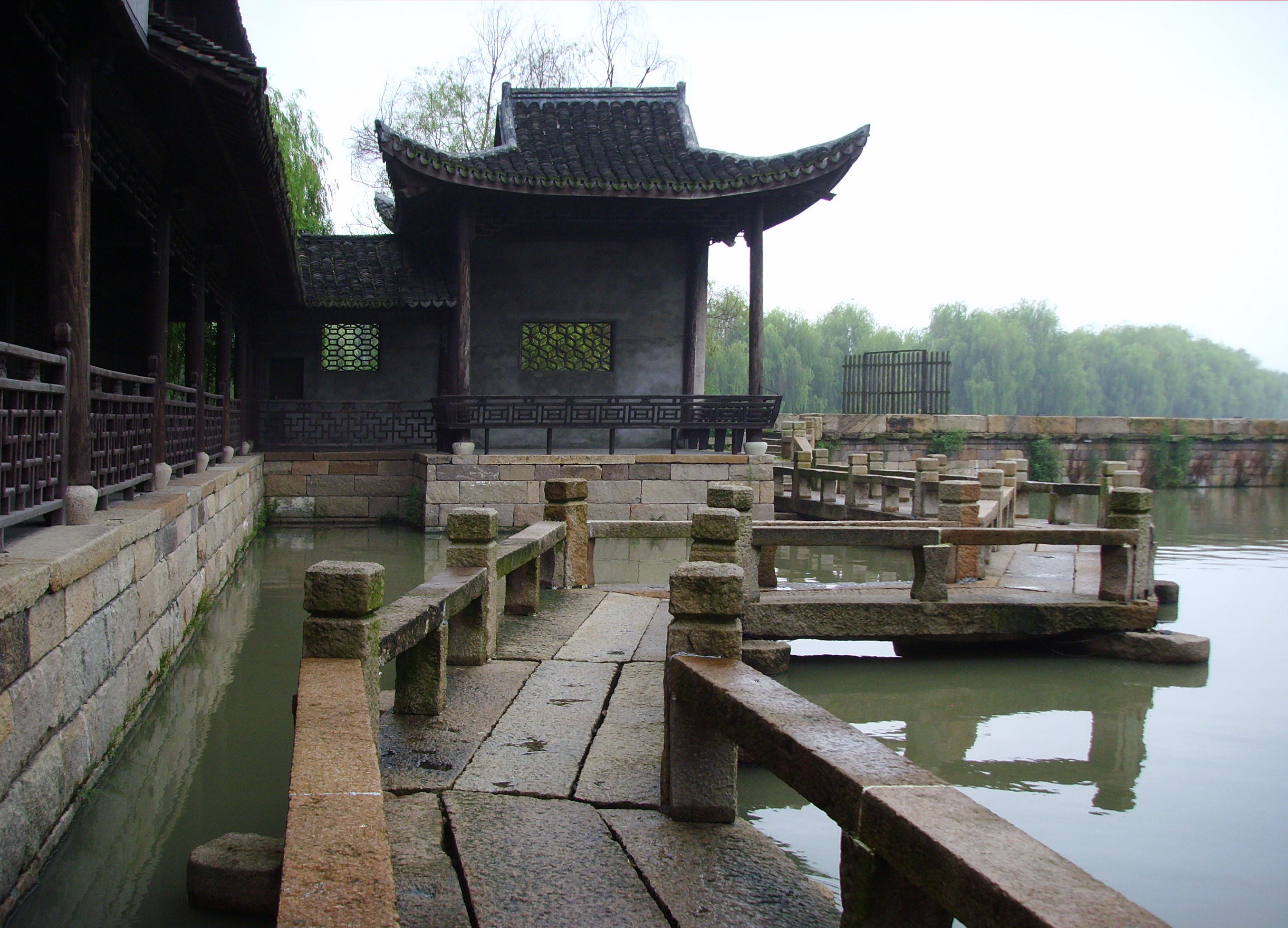
Steg

Das Museumsdorf Wuzhen Xizha (chinesisch 乌镇 西栅, Pinyin Wūzhèn Xīzhà, etwa: westlicher malerischer Bereich von Wuzhen) ist ein chinesisches Dorf im Baustil des ausgehenden 19. Jahrhunderts. Es befindet sich rund 120 km südwestlich der Stadtmitte von Shanghai, ungefähr auf halbem Weg zwischen Suzhou und Hangzhou. Es steht auf von Kanälen getrennten Inseln, die durch Brücken miteinander verbunden werden; eine solche Bauweise wird in China meist als „Wasserdorf“ bezeichnet. Das „Wasserdorf“ gehört zur Großgemeinde Wuzhen der kreisfreien Stadt Tongxiang, Provinz Zhejiang. Von den rund 12.000 ständigen Einwohnern Wuzhens leben ungefähr 600 im Museumsdorf. Rund 600 Meter südöstlich von Wuzhen Xizha befindet sich ein zweites, kleineres, ebenfalls im Stil des 19. Jahrhunderts erhaltenes Wohngebiet, genannt Wuzhen Dongzha (chinesisch 乌镇 东栅, Pinyin Wūzhèn Dōngzhà, etwa: östlicher malerischer Bereich von Wuzhen).

## Erscheinungsbild

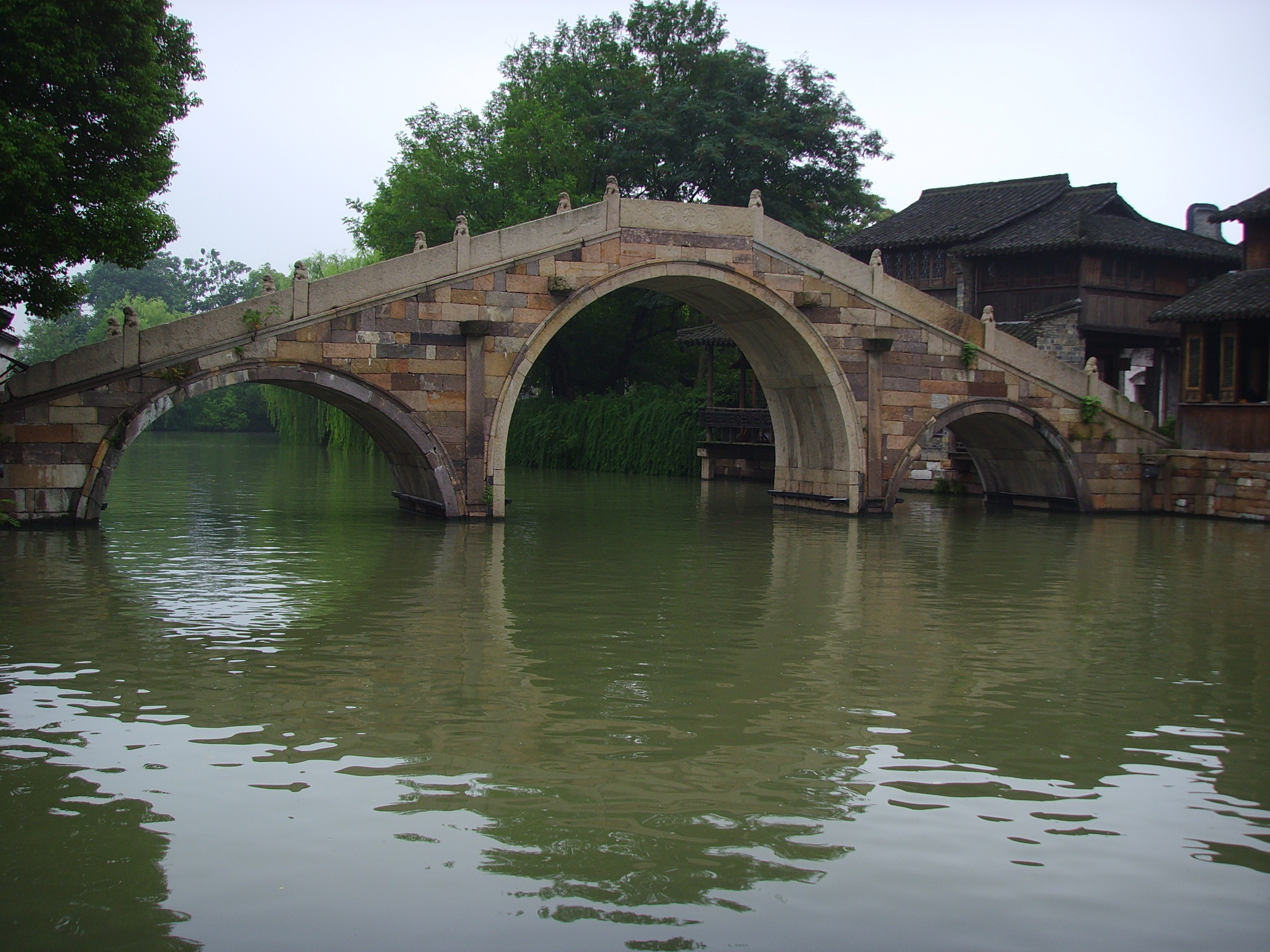
Bogenbrücke

Das westlich der Ortsmitte von Wuzhen gelegene „Wasserdorf“ wurde Anfang der 1990er-Jahre vor dem Verfall gerettet, indem seine ein- oder zweigeschossigen Häuser schrittweise in ein großes Freilichtmuseum verwandelt wurden, das seit 2007 international als Attraktion für Touristen beworben wird. Das Museumsdorf ist ungefähr 1,5 km lang und 300 Meter breit. Es erstreckt sich entlang eines zentralen, in ost-westlicher Richtung verlaufenden Kanals, von dem Seitenkanäle abzweigen, die wiederum in Verbindung mit weiteren Kanälen stehen und Wuzhen Xizha ringförmig umschließen. Dies hat zur Folge, dass Wuzhen Xizha aus einem Dutzend Inseln besteht, die über mehrere Dutzend Brücken, darunter verschiedene Bogenbrücken, miteinander verbunden sind. Beidseits des zentralen Kanals befinden sich zwei gepflasterte Hauptwege, von denen zahlreiche enge Gassen (Hutongs) abgehen, so dass das gesamte Dorf aus einem Gewirr von Wasserwegen, Gassen, Hinterhöfen, kleinen Plätzen, Grünanlagen und Teichen besteht. Von der am westlichen Rand des Dorfes gelegenen Pagode hat man einen Blick über das Gelände und auf den ans Dorf angrenzenden Kaiserkanal, der Beijing mit Hangzhou verbindet.
Die durchgängig gepflasterten Gassen von Wuzhen Xizha können aufgrund der vielen Brücken nicht befahren werden, deshalb dienen vor allem Kähne als Transportmittel; einzig am nördlichen Rand des Ortes gibt es einen auch für Elektroautos hergerichteten Weg. Schon der Zugang vom Hauptportal im Besucherzentrum zum „Wasserdorf“ erfolgt per Boot.

## Unterkünfte und Museen

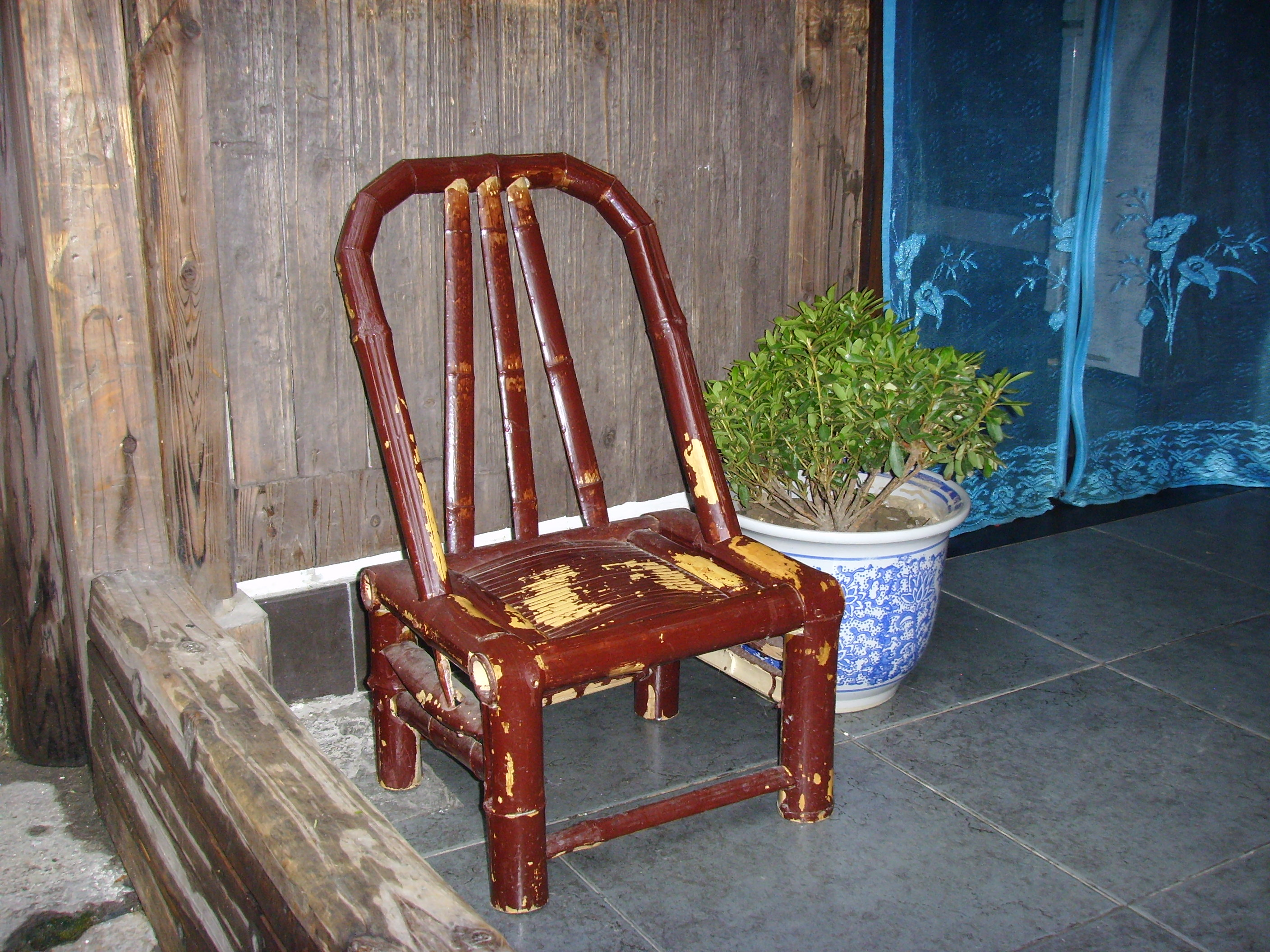
Stuhl neben der Haustür

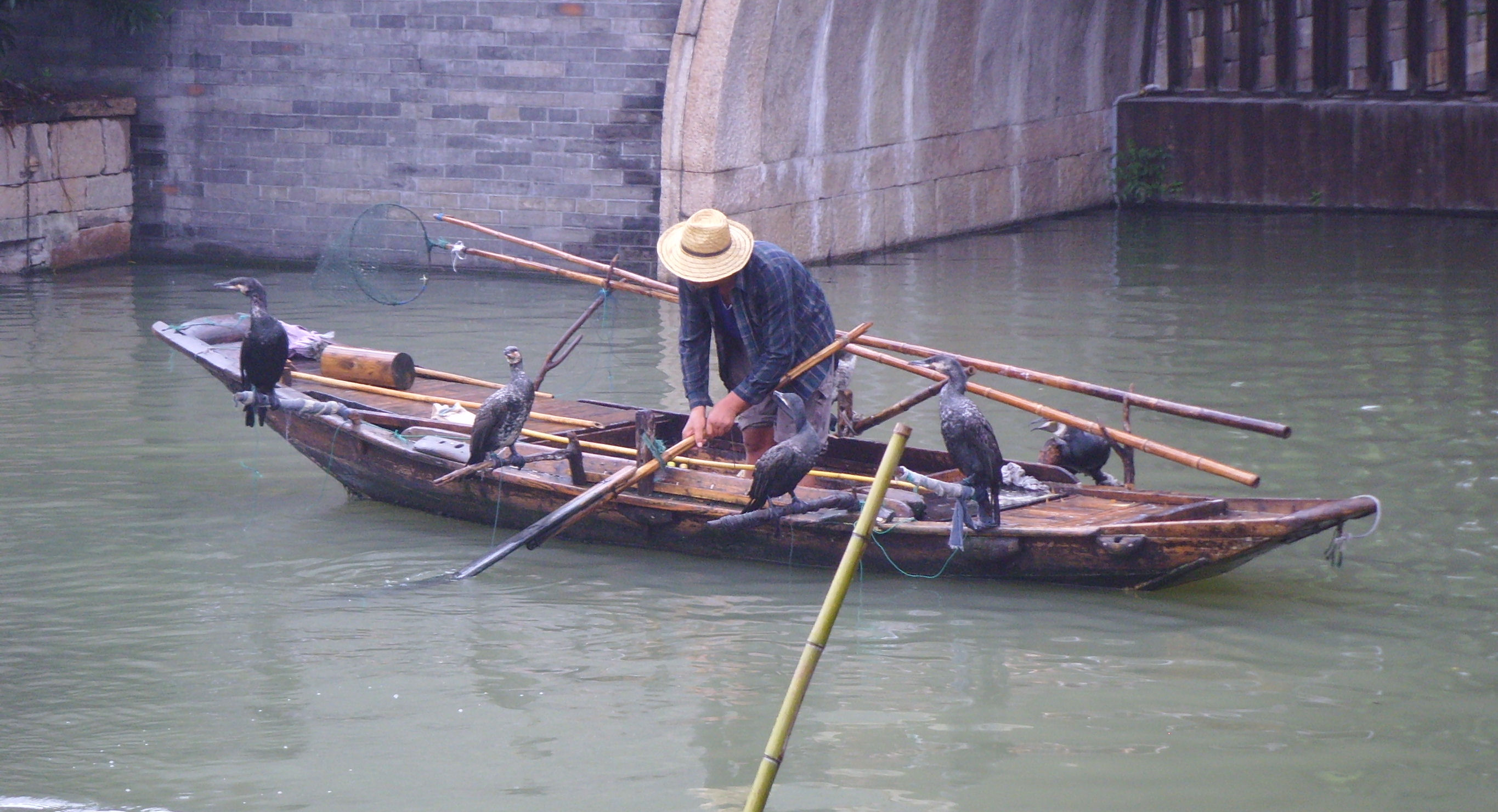
Kormoranfischer

Mehrere Hotels, Gästehäuser und das Wisteria Youth Hostel (eine Jugendherberge mit Gemeinschaftsküche) bieten Übernachtungsmöglichkeiten und Verpflegung für rund 900 Gäste an. Vor allem entlang der beiden Hauptwege befinden sich zudem kleine, an Garküchen erinnernde Schnellimbisse, Teehäuser sowie diverse Ladengeschäfte – u. a. für Lebensmittel, Tee, Kleidung, Töpferware, Bücher und Schnitzereien. Da im Museumsdorf mehrere hundert Beschäftigte mit ihren Familien leben, bietet Wuzhen Xizha zu allen Tageszeiten auch einen gewissen Einblick in die heutigen Lebensverhältnisse der Menschen in den wohlhabenderen Dörfern Chinas.
Neben der ans China des 19. Jahrhunderts angelehnten, teils originalen, teils im alten Stil in Holz- und Steinbauweise ergänzten Architektur des Ortes hat Wuzhen Xizha eine Freilichtbühne („Wassertheater“), ein Open-Air-Kino sowie eine Halle für traditionelle chinesische Erzählungen vorzuweisen. Zudem können mehrere Museen und Manufakturen besichtigt werden. Hierzu gehören ein Museum für die Geschichte des Füßebindens, in dem u. a. Hunderte Spezialschuhe für abgebundene Füße ausgestellt werden und eine Gedenkstätte für den aus Wuzhen stammenden Schriftsteller Mao Dun sowie dessen Grab. In anderen Gebäuden werden das Blaudruckverfahren praktiziert, Sojasauce produziert, die Seidenherstellung erklärt und die Geschichte der Yichang-Eisengießerei nacherzählt. Auf einer Farm werden – in Ökologischer Landwirtschaft – u. a. Wasserreis, weiße Chrysanthemen für einen Kräutertee und Jujube angebaut. Auf dem Wasser ist ferner hin und wieder ein Kormoranfischer unterwegs. Auch können Rundfahrten per Boot gebucht werden, die von der Wasserseite aus einen völlig anderen Blick auf den Ort ermöglichen als von den Fußwegen, da einige der Häuser Wintergarten-ähnliche Zimmer über dem Wasser besitzen; nach Einbruch der Nacht sind auch die zum Wasser hingewandten Wände der Gebäude beleuchtet.

## Eintrittspreise
Der Eintritt kostet für Erwachsene je nach Umtausch ca. 20 Euro, Kinder zwischen 1,20 m und 1,50 m zahlen die Hälfte, für Kinder unter 1,20 m ist der Eintritt frei (Stand: 2022). Es gibt Kombitickets für Wuzhen Xizha und Wuzhen Dongzha sowie Ermäßigungen für Besucher ab einem Alter 60 Jahren. Von Shanghai, Hangzhou und Suzhou aus gibt es Busverbindungen nach Wuzhen, ein Mietwagen vom Flughafen Shanghai-Pudong nach Wuzhen kostet ca. 120 Euro.

## Galerie

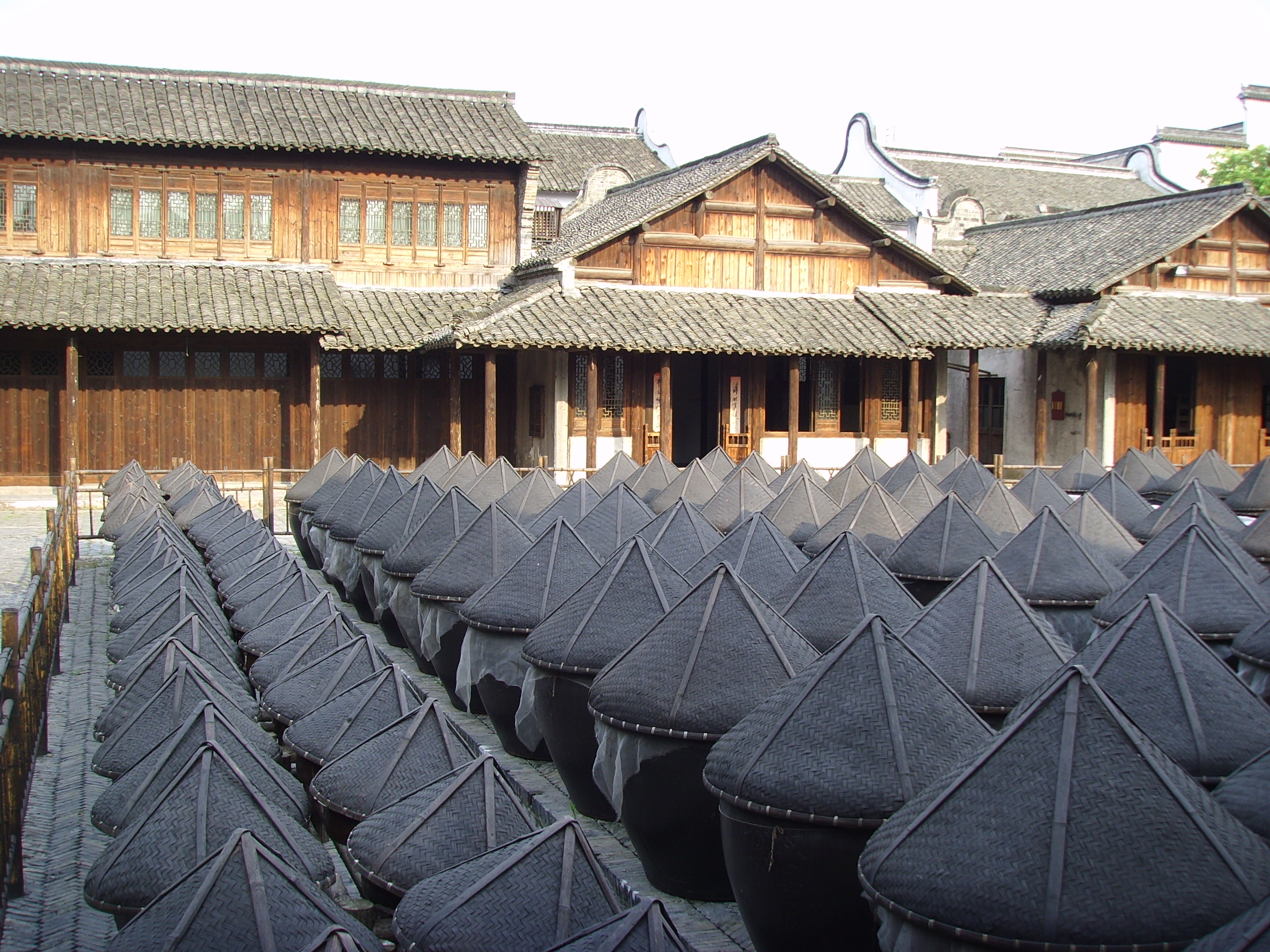
Traditionelle Produktion von Sojasauce
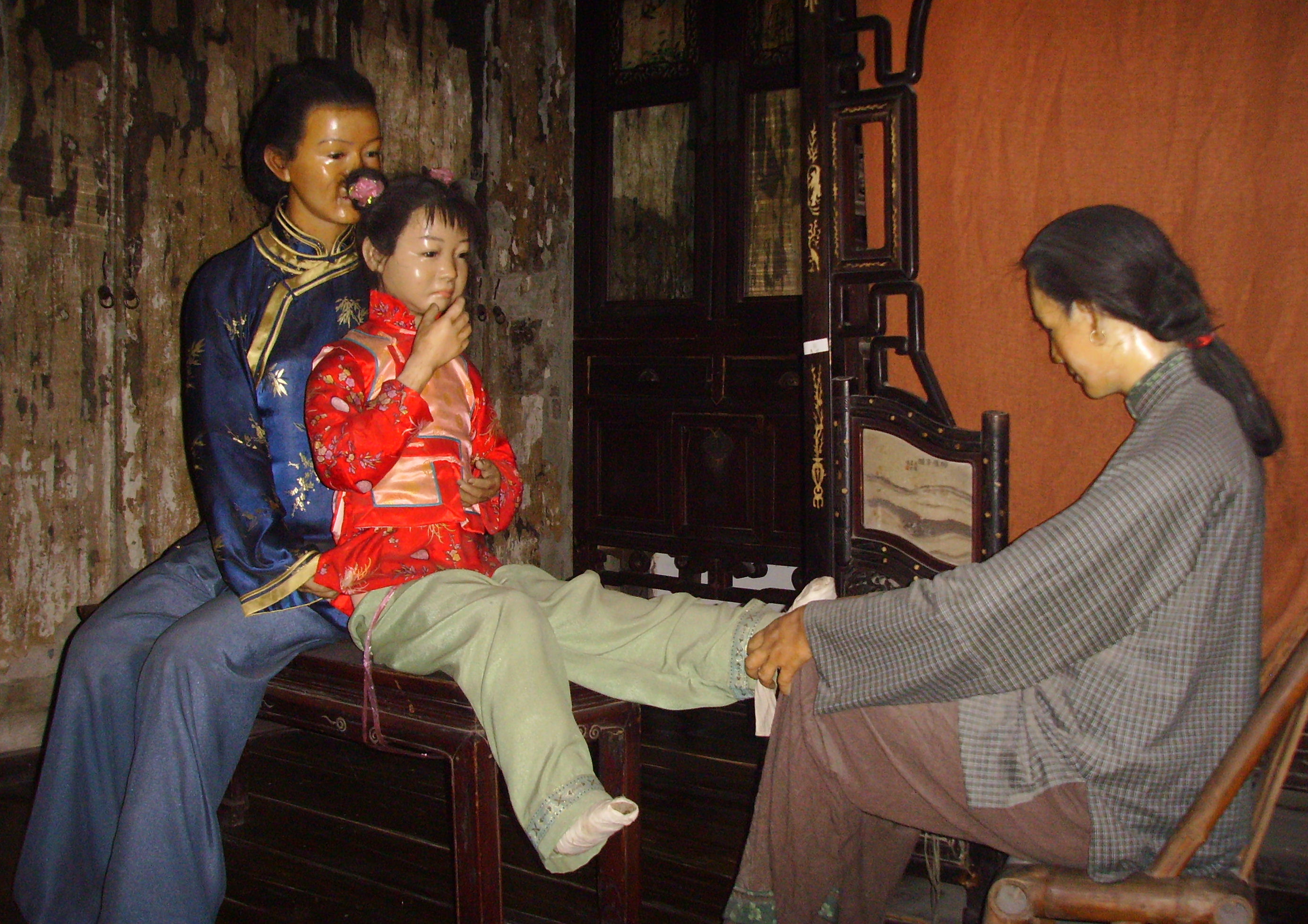
Diorama im Museum für die Geschichte des Füßebindens
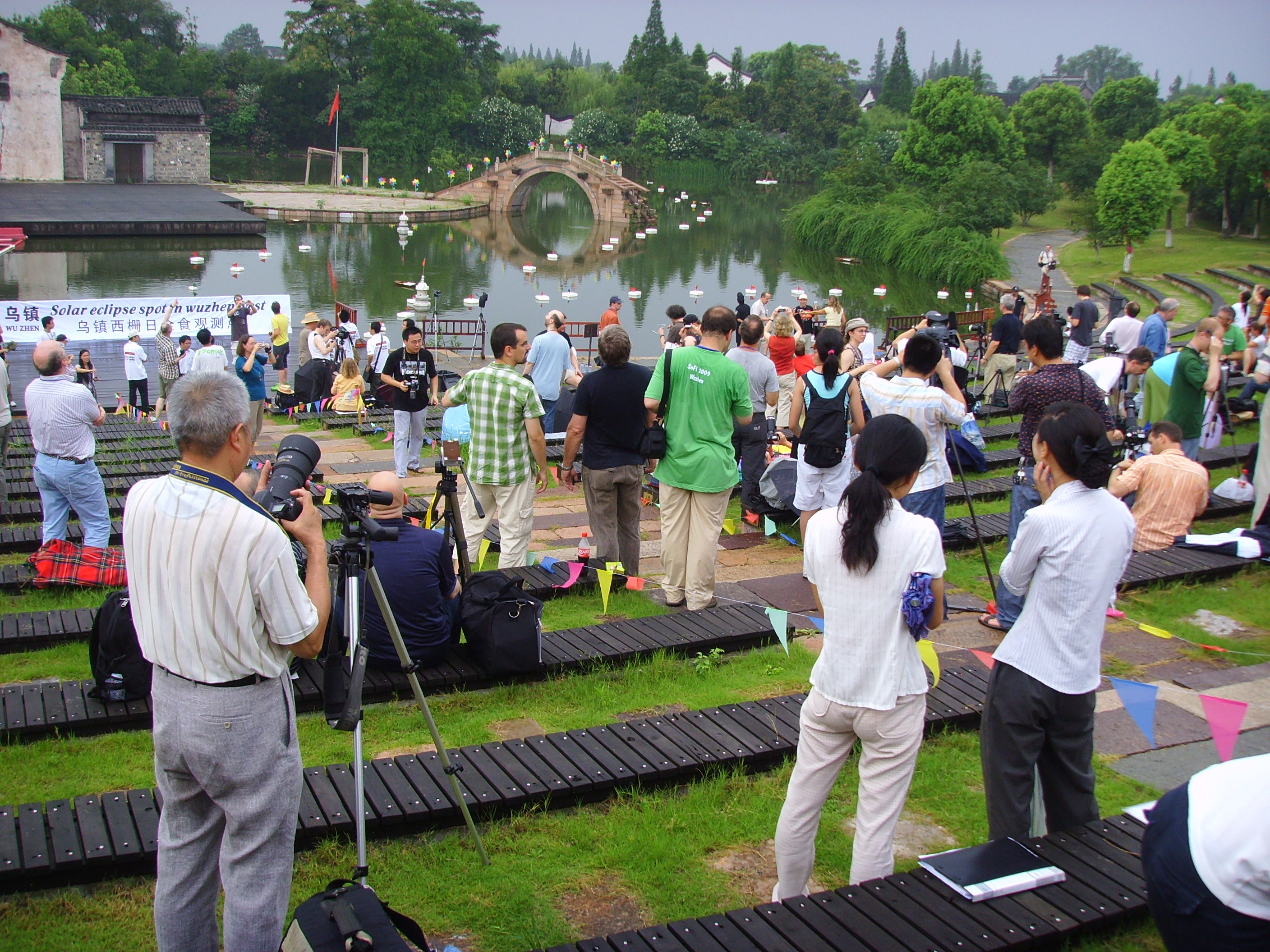
Im „Wassertheater“
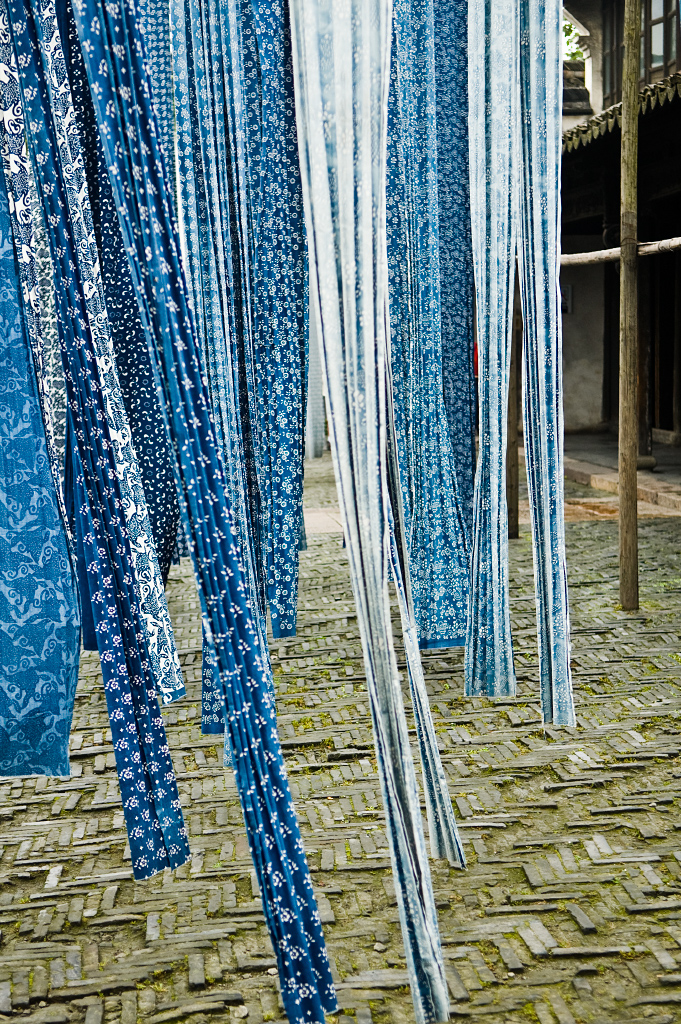
Blaufärberei
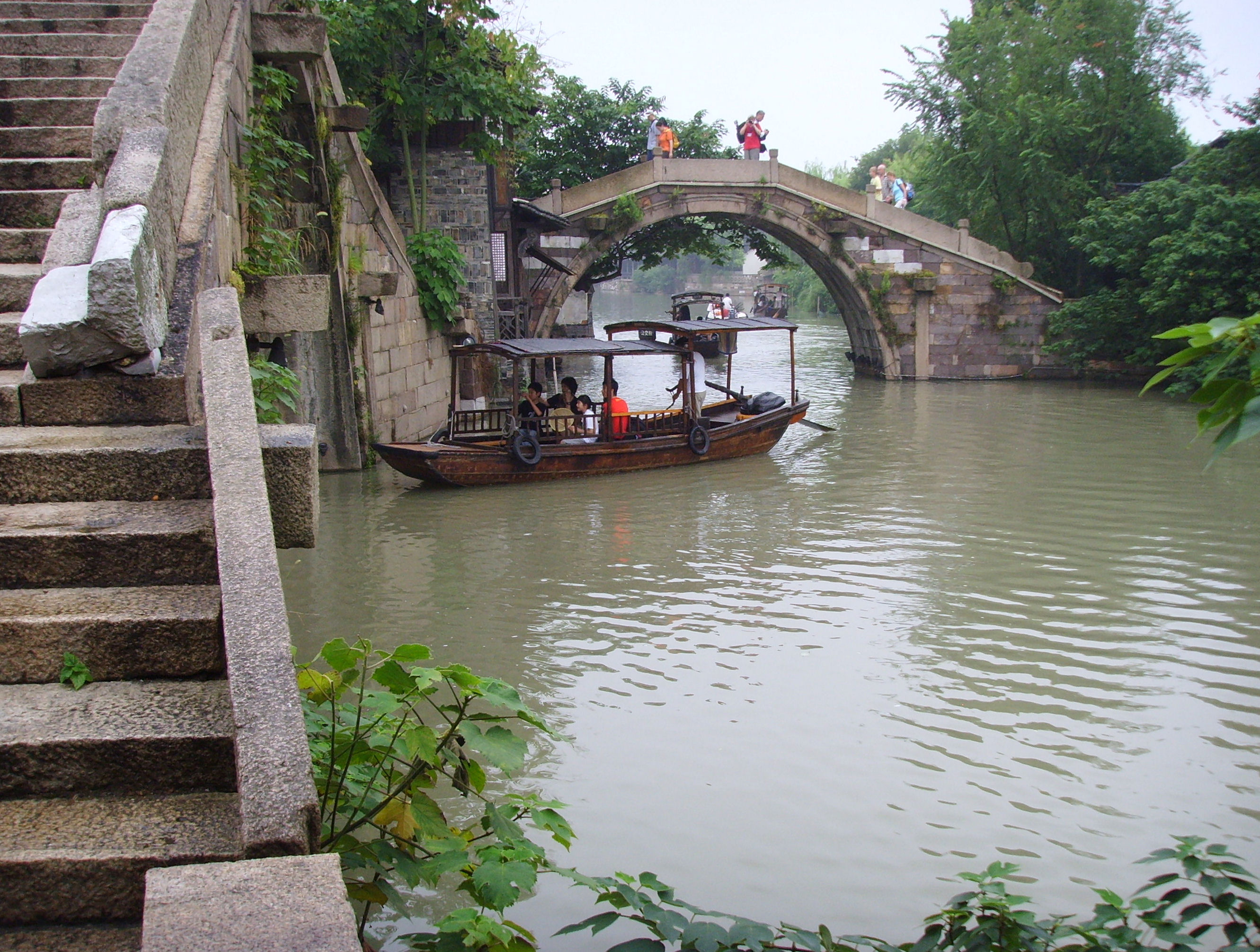
Bogenbrücke über den zentralen Kanal
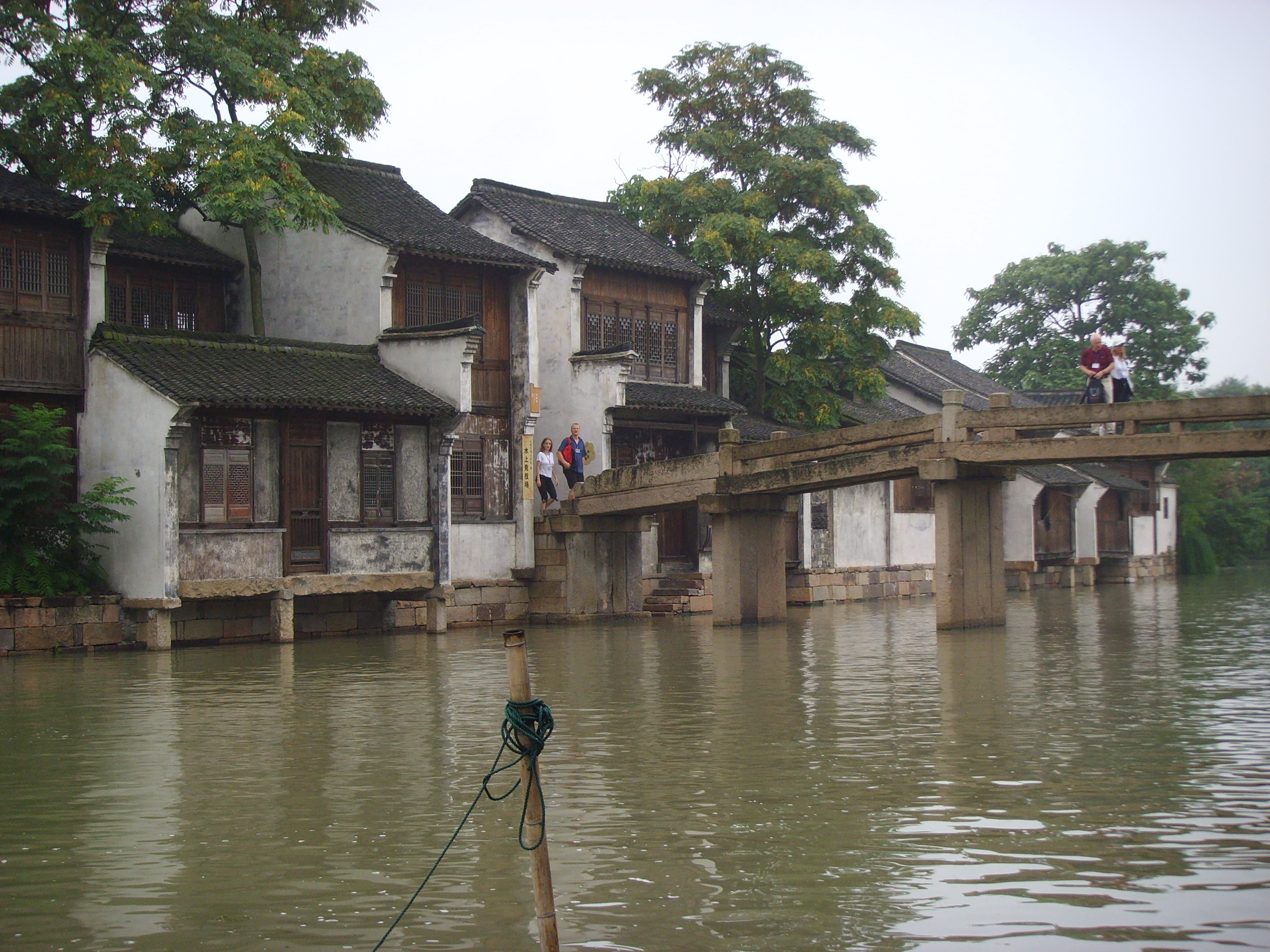
Brücke über den zentralen Kanal
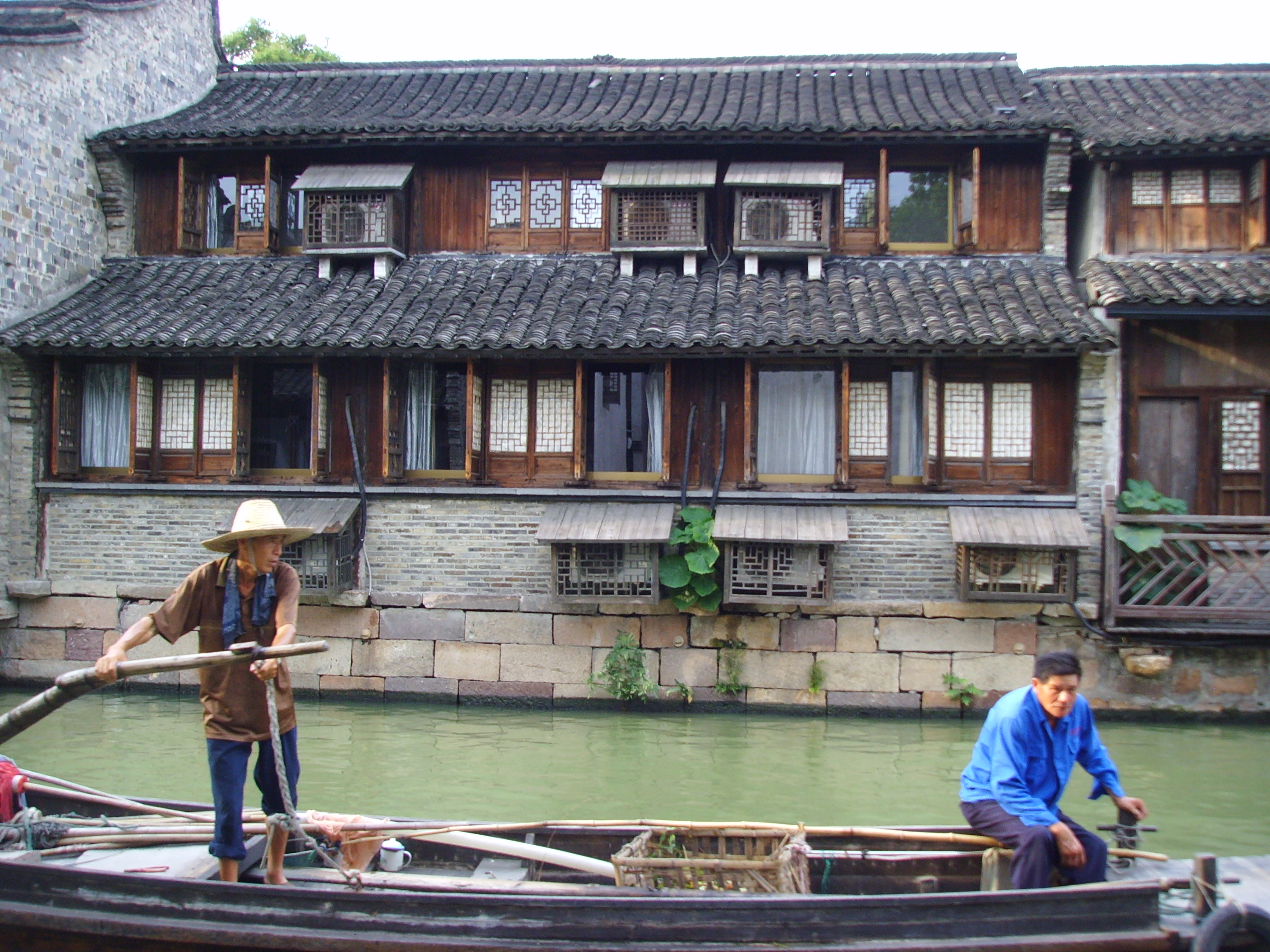
Blick über den zentralen Kanal nach Süden
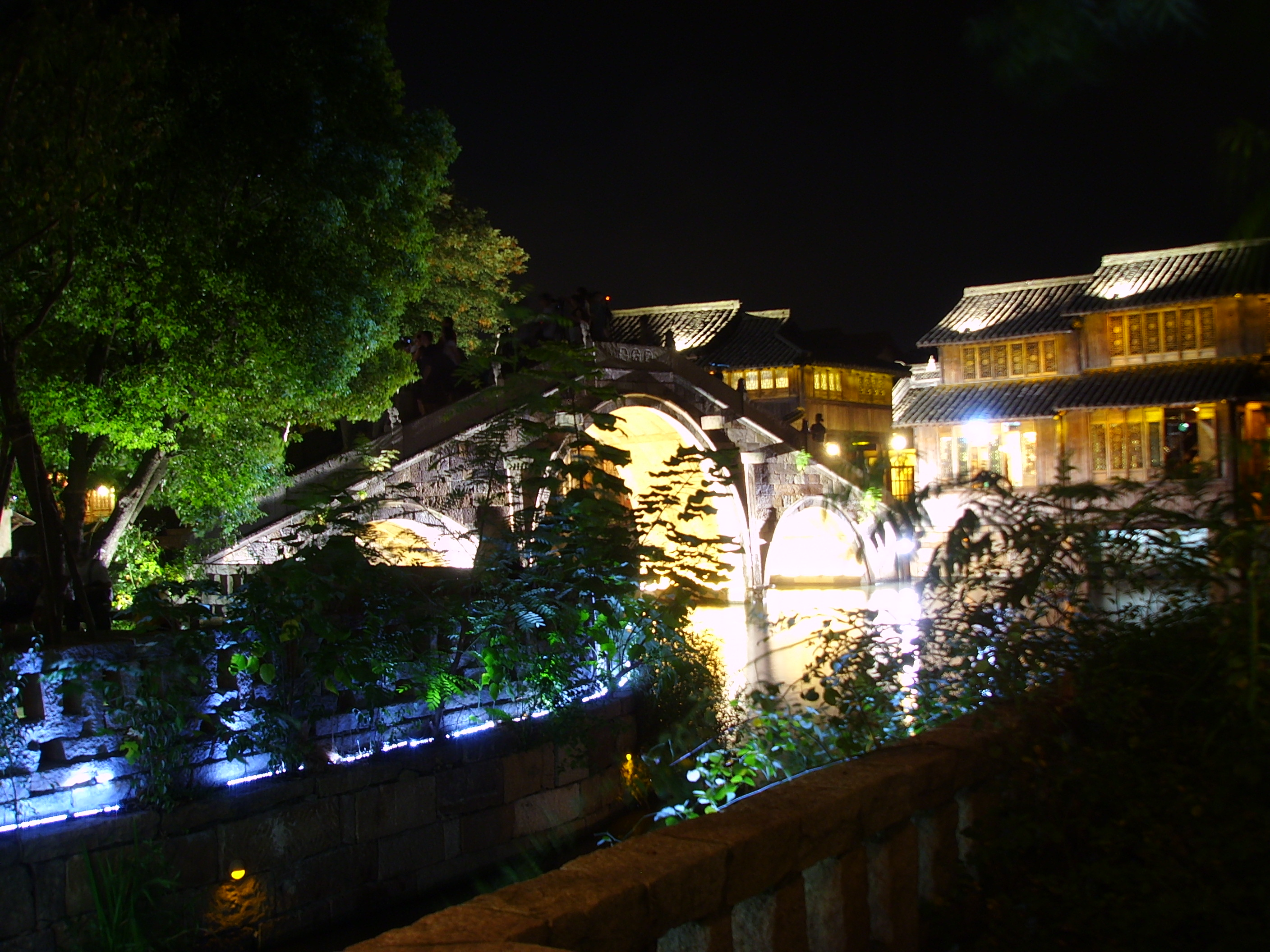
Bogenbrücke bei Nacht
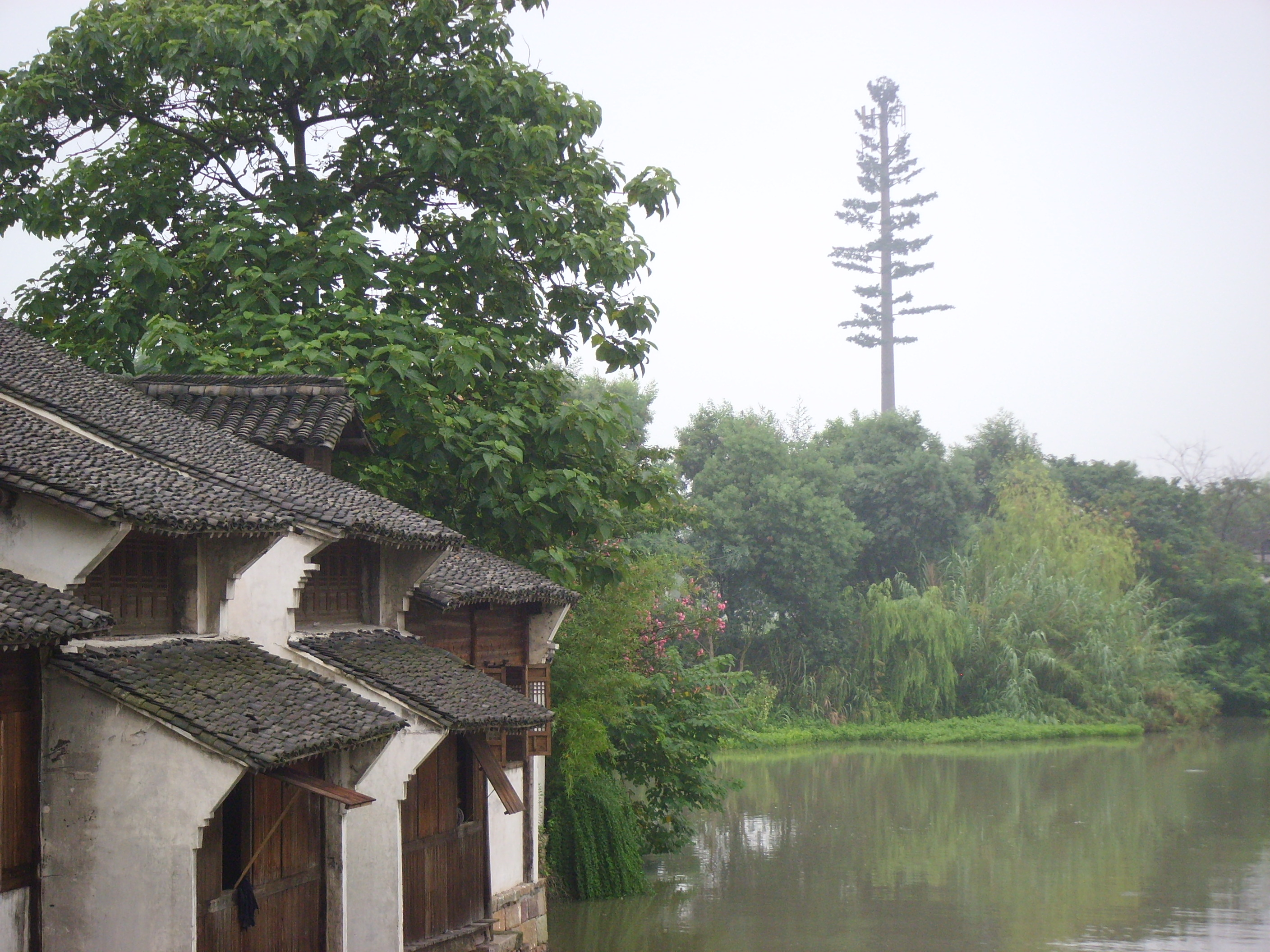
Als Baum getarnte Mobilfunksendeanlage
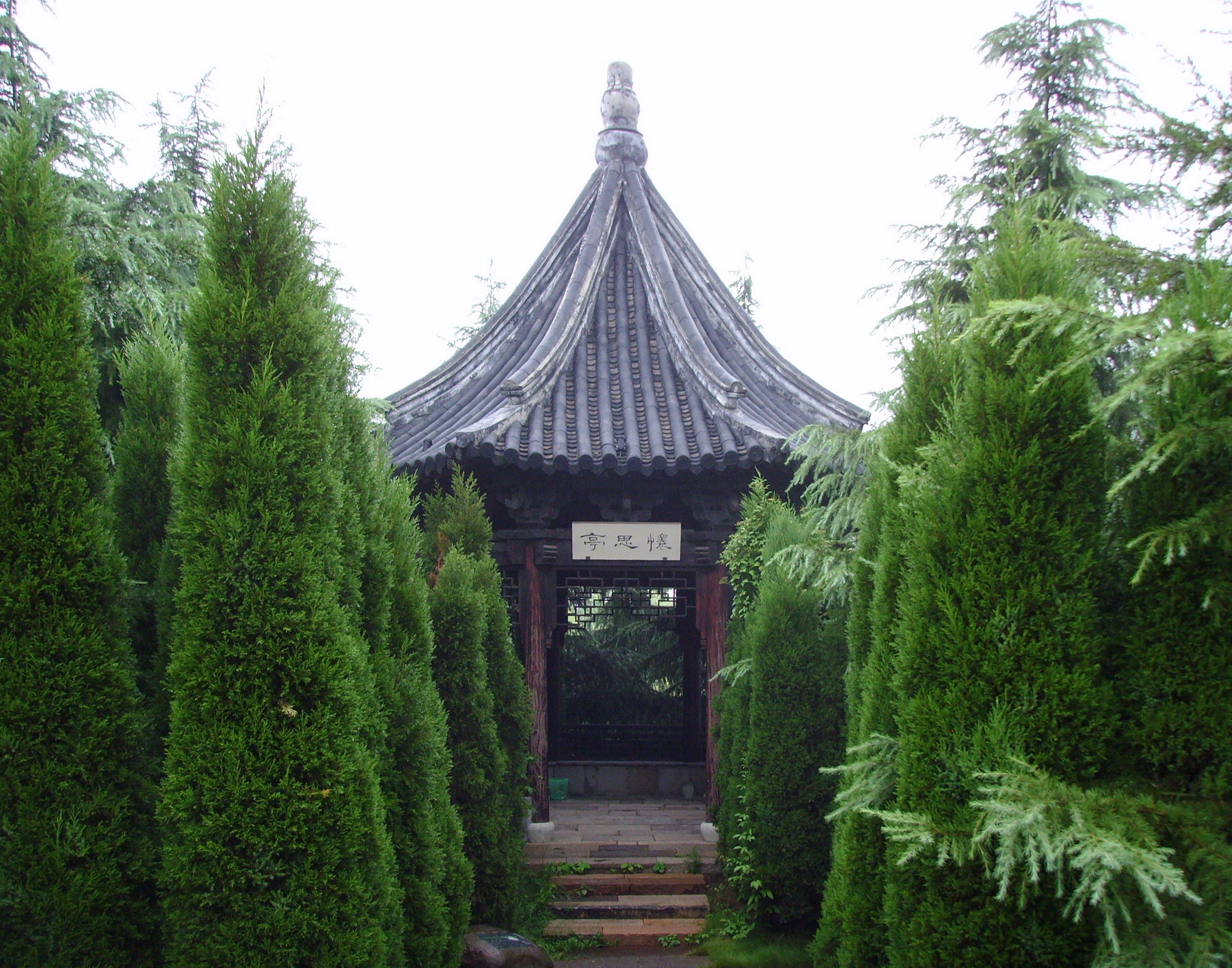
Park nahe dem Grab von Mao Dun
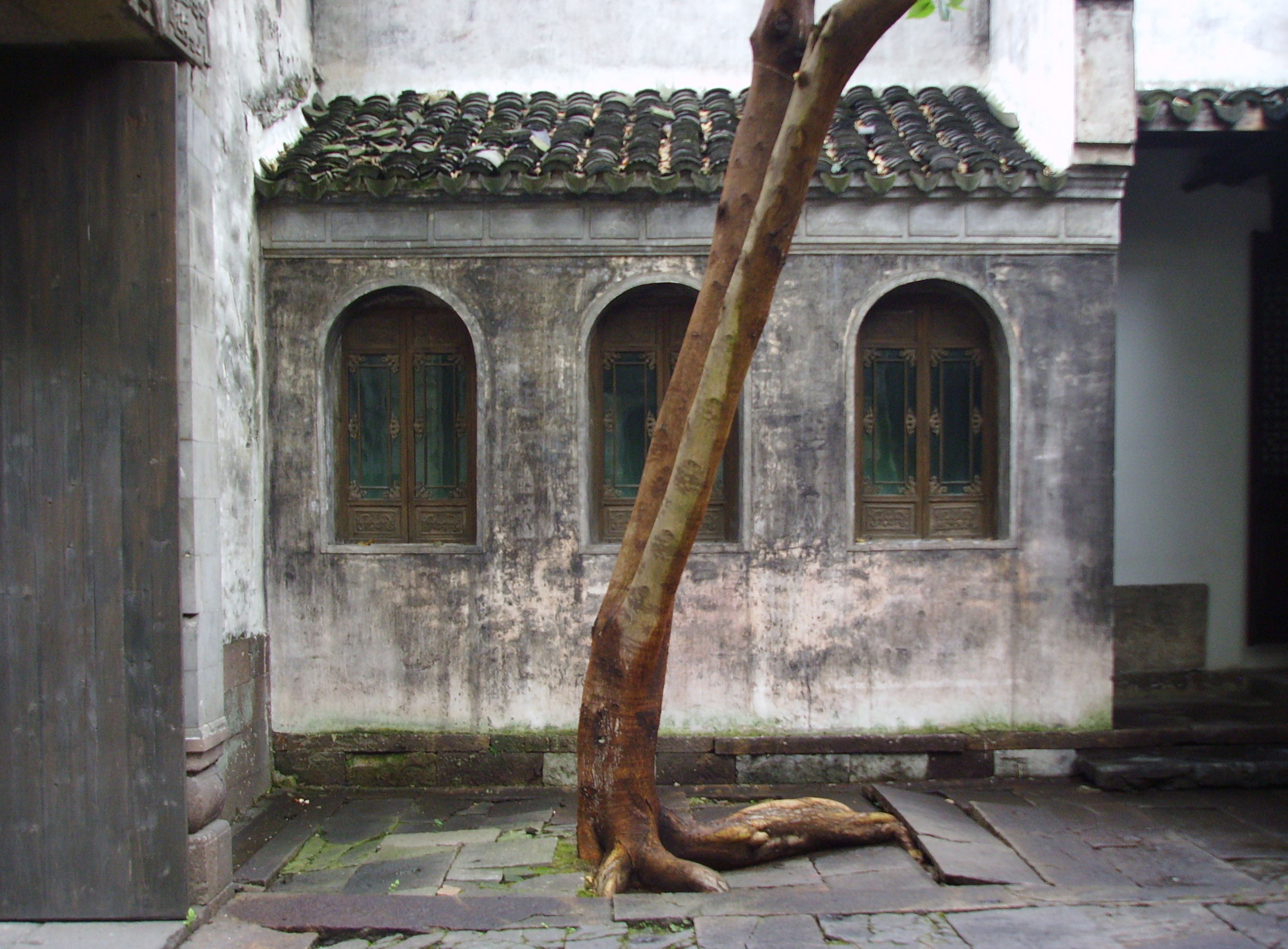
Begrünter Hinterhof
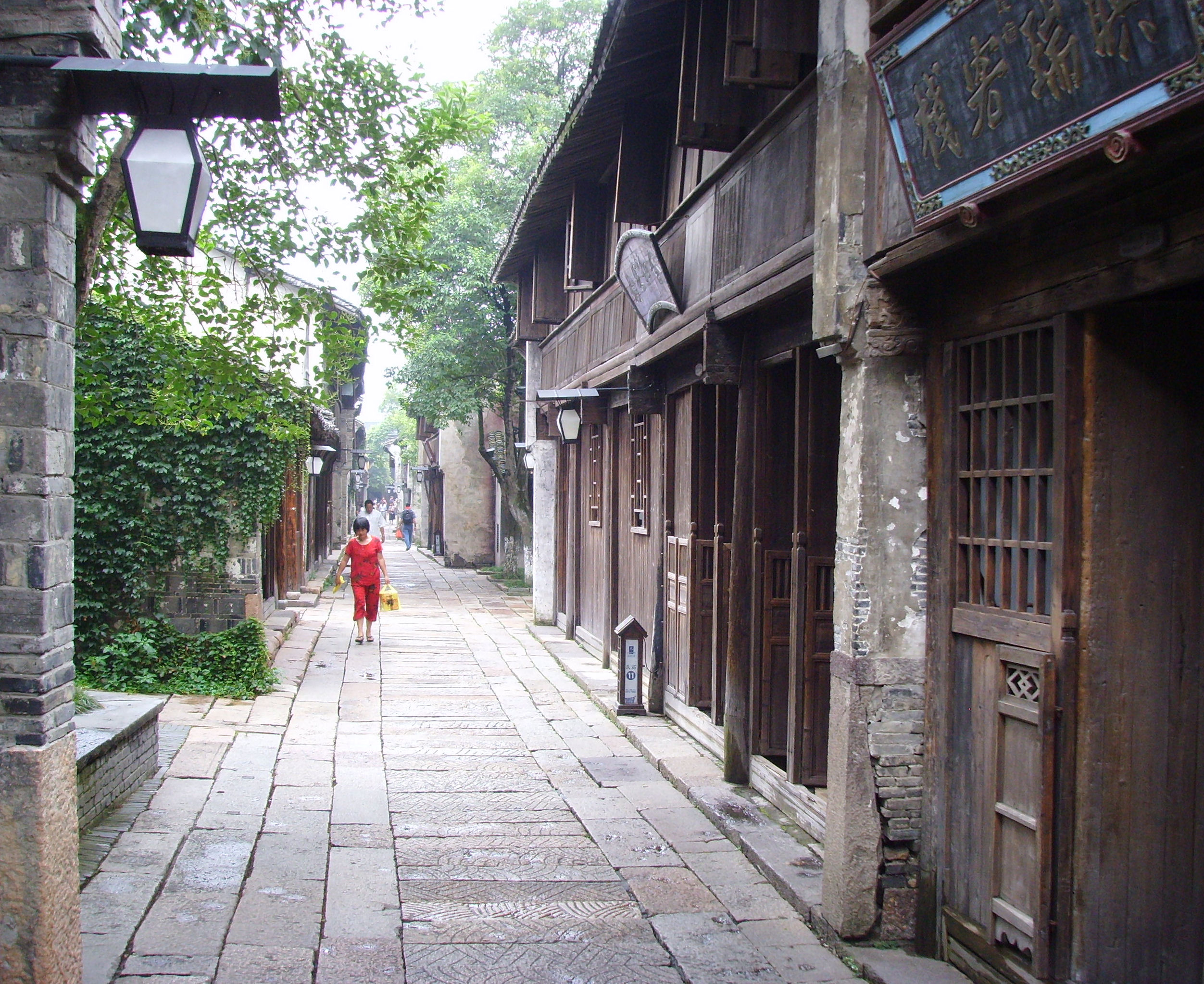
Häuser in traditioneller Holzbauweise